# 8750 Неттаруфіна
8750 Неттаруфіна (8750 Nettarufina) — астероїд головного поясу, відкритий 24 вересня 1960 року.
Тіссеранів параметр щодо Юпітера — 3,454.